# Dominique Bathenay
Dominique Bathenay (Pont-d’Ain, 1954. február 13. –) válogatott francia labdarúgó, középpályás, edző.

## Pályafutása

### Klubcsapatban
1963-ban a Granges-lès-Valence csapatában kezdte a labdarúgást, majd a Tournon együttesében folytatta. 1971-ben igazolta le a Saint-Étienne korosztályos csapata, ahol 1973-ban mutatkozott be az első csapatban, majd öt idényen át a csapat egyik meghatározó játékosa volt. Három-három bajnoki címet és francia kupa-győzelmet szerzett a csapattal. 1975–76-ban tagja volt a BEK-döntős együttesnek. 1978 és 1985 között a Paris Saint-Germain labdarúgója volt, ahol két francia kupa-győzelmet ért el az együttessel. 1985 és 1987 között az FC Sète csapatában szerepelt, majd visszavonult az aktív labdarúgástól.

### A válogatottban
1975 és 1982 között 20 alkalommal szerepelt a francia válogatottban és négy gólt szerzett. Részt vett az 1978-as világbajnokságon Argentínában.

### Edzőként
1987-ben utolsó klubjánál, az FC Sète csapatánál lett vezetőedző. Egy szezon után Stade de Reims együtteséhez szerződött. 1989–90-ben a tunéziai US Monastir, 1990 és 1994 között a Choisy-le-Roi szakmai munkáját irányította. 1996 márciusa és júniusa között korábbi klubja, a Saint-Étienne vezetőedzője volt. 2000 decemberétől 2001-ig a Nîmes csapatánál tevékenykedett. 2002 májusa és novembere között a Seychelle-szigeteki válogatott szövetségi kapitánya volt. 2003 januárjától ismét Franciaországban dolgozott, az CS Sedan együttesénél egészen 2004 áprilisáig. 2006-ban a katari válogatott szövetségi kapitánya volt. 2006 és 2008 között az Egyesült Arab Emírségek válogatottjánál segédedző, majd 2008–09-ben szövetségi kapitány volt.

## Sikerei, díjai
Saint-Étienne
- Francia bajnokság (Ligue 1)
  - bajnok: 1973–74, 1974–75, 1975–76
- Francia kupa (Coupe de France)
  - győztes: 1974, 1975, 1977
- Bajnokcsapatok Európa-kupája (BEK)
  - döntős: 1975–76

 Paris Saint-Germain
- Francia kupa (Coupe de France)
  - győztes: 1982, 1983
  - döntős: 1985